# Перегудов, Иван Григорьевич
Иван Григорьевич Перегудов (1933—1989) — советский учёный-медик и педагог, хирург, организатор здравоохранения и медицинской науки, доктор медицинских наук (1977), профессор (1979), полковник медицинской службы (1979). Лауреат Государственной премии СССР (1988).

## Биография
Родился 23 октября 1933 года в городе Воронеже.
С 1953 по 1958 год проходил обучение в Военно-медицинской академии имени С. М. Кирова. С 1958 начал свою научно-педагогическую деятельность в клинике общей хирургии Военно-медицинской академии имени С. М. Кирова в должности старшего ординатора. С 1960 по 1964 год обучался в адъюнктуре при этой клинике, после чего был направлен в действующую армию и отправлен во Вьетнам, в одну из клиник Советской армии, участник Вьетнамской войны. 
До 1981 года  — младший преподаватель, преподаватель, старший преподаватель и профессор, с 1981 по 1986 год — начальник кафедры общей хирургии, с 1986 по 1989 год — начальник кафедры военно-морской и госпитальной хирургии ВМА имени С. М. Кирова, изучал вопросы хирургических операций в области облитерирующих поражений артерий нижних конечностей, а также операций с осложнёнными язвами желудка и двенадцатиперстной кишки.

### Достижения в области хирургии
Основная научно-педагогическая деятельность И. Г. Перегудова была связана с вопросами в области изучения облитерирующих  заболеваний артерий конечностей, восстановительными операциями при огнестрельных ранениях сосудов. 
В 1964 году И. Г. Перегудов защитил кандидатскую диссертацию на соискание учёной степени кандидат медицинских наук по теме: «Ауто- и гомопластика кожи при лечении ран, простых и осложненных острой лучевой болезнью», в 1977 году — доктор медицинских наук по теме: «Механизм огнестрельных ранений магистральных артерий и восстановительные операции при их повреждениях и окклюзионных поражениях». В 1979 году И. Г. Перегудову было присвоено учёное звание профессора. В 1888 году по совокупности своих работ И. Г. Перегудову была присвоена Государственная премия СССР. И. Г. Перегудов был автором более ста десяти  научных трудов, в том числе монографий, им было подготовлено более семи докторов и кандидатов наук.
Скончался 21 августа 1989 года в Ленинграде, похоронен на Волковском православном кладбище.